# عيدا يزبك
الأخت عيدا يزبك راهبة كاثوليكية تدير مركز المنى الثقافي في نجامينا في تشاد. يتركز عملها على تثقيف المجموعات الدولية والمحلية بالإضافة إلى المنظمات غير الحكومية حول النزاعات بين المجموعات المختلفة في تشاد. تسعى المنظمة إلى تعزيز الاحترام بين المجموعات المختلفة ثقافيًا وتعزيز السلام في جميع جوانب الحياة وذلك بتدريب الناس على حل النزاعات.

## نشأتها
ولدت يزبك في قرية جديدة في المتن على تخوم بيروت في لبنان ونشأت هناك . قبل انتقالها إلى تشاد ، عملت يزبك لمدة 22 عامًا في التعليم الجامعي وكانت عضوًا نشطًا في مؤسسة كاريتاس في لبنان، حيث عملت مع اللاجئين الفلسطينيين الذين نزحوا وسط الحروب.

## النشاط
عملت الأخت يزبك في كاريتاس في لبنان لمدة 20 عامًا حيث اتخذت صيدا مركزا لحياتها وكانت مسؤولة عن منطقة الجنوب وإقليم الخروب في المؤسسة. ساعدت النازحين بسبب الحروب في جنوب البلاد واللاجئين الفلسطينيين . كونها مهاجرة، تدعم يزبك تقبل وإدماج المهاجرين، وتصف مركز المنى بأنه مكان يقبل الجميع دون استثناء.
عملت الأخت يزبك ومؤسستها مع مجموعات خارج تشاد لتعزيز حل النزاعات. ومن بين المجموعات التي تعاونت معها السفارة السويسرية في تشاد ومعهد قرطبة للسلام في جنيف، وساعدوا في تدريب موظفي المركز الثقافي على فهم النزاعات الدينية والبيئية والعرقية في تشاد، وكيفية حلها سلمياً من خلال تعزيز الاحترام المتبادل بين المجموعات والمؤسسات. 

### جائحة كوفيد -19
في أبريل 2020، حولت الأخت يزبك جهودها للمساعدة في مكافحة جائحة كوفيد-19. ساعدت يزبك وحوالي مئة متطوع في المكز الثقافي في توزيع معقمات اليدين والمشروبات وأقنعة الوجه في العاصمة نجامينا. بالإضافة إلى ذلك، ساعدت يزبك في تنظيم حملة توعية افتراضية حول طرق التخفيف من تأثير الجائحة، كتعليم المشاركين تقنيات غسل اليدين وترشيد استهلاك المياه. كما عمل مركز المنى على تدريب المجتمع على أمور عملية مثل كيفية صنع حنفيات من الزجاجات البلاستيكية ، حيث أن المياه الجارية غير متوفرة للجميع.
تشير يزبك إلى نقص المساعدة الحكومية وإلى العمل الذي يقوم به المركز، وتدعو إلى تعزيز الثقافة التطوعية في تشاد.  